# Aulochrome

Un aulochrome

L'aulochrome est un instrument à vent inventé par le Belge François Louis et prototypé pour la première fois en 1999. Il se compose de deux saxophones soprano qui peuvent être joués séparément ou ensemble. 
Le nom vient du grec aulos (une flûte de la Grèce antique) et chrome (pour chromatique et coloré). Le premier utilisateur de cet instrument fut le saxophoniste Fabrizio Cassol, et Joe Lovano a récemment enregistré avec lui également. Le compositeur Philippe Boesmans a écrit une œuvre pour aulochrome et orchestre, Fanfare III, qui a été créée en 2002 par Cassol et le chef d'orchestre Sylvain Cambreling.